# Elecciones presidenciales de Chipre de 1998
Las elecciones presidenciales se llevaron a cabo en Chipre el 8 de febrero de 1998 con una segunda vuelta el 15 de febrero. El resultado fue una ajustada victoria para Gláfkos Klirídis, presidente incumbente de la Agrupación Democrática (o DISY), que venció a Geórgios Iakóvou (del partido AKEL, y apoyado por el partido DIKO) en segunda vuelta, con el 50.8% de los votos. La participación electoral fue del 91.7% en la primera vuelta, y del 93.4% en la segunda.

## Resultados
| Candidato                | Partido                                                   | Primera vuelta | Primera vuelta | Segunda vuelta | Segunda vuelta |
| Candidato                | Partido                                                   | Votos          | %              | Votos          | %              |
| ------------------------ | --------------------------------------------------------- | -------------- | -------------- | -------------- | -------------- |
| Gláfkos Klirídis         | Agrupación Democrática                                    | 158,763        | 40.1           | 206,879        | 50.8           |
| Geórgios Iakóvou         | Partido Progresista del Pueblo Obrero/Partido Democrático | 160,918        | 40.6           | 200,222        | 49.2           |
| Vassos Lyssaridis        | Movimiento por la Socialdemocracia                        | 41,978         | 10.6           |                |                |
| Alexis Galanos           |                                                           | 16,003         | 4.0            |                |                |
| Georgios Vassiliou       |                                                           | 11,908         | 3.0            |                |                |
| Nicolas Koutsou          | Nuevos Horizontes                                         | 3,625          | 0.9            |                |                |
| Nicos Rolandis           |                                                           | 3,104          | 0.8            |                |                |
| Votos en blanco/anulados | Votos en blanco/anulados                                  | 13,680         | –              | 10,305         | –              |
| Total                    | Total                                                     | 409,979        | 100            | 417,406        | 100            |
| Fuente: Nohlen & Stöver  |                                                           |                |                |                |                |